# Ксанторія
Ксанто́рія або золотя́нка (Xanthoria) — рід лишайників родини телосхістові (Teloschistaceae). Назва вперше опублікована 1861 року.

## Будова
Талом листуватий, у вигляді округлих розеток чи невеликих оранжево-жовтих подушечок. Поверхня талома від гідроксиду калію миттю змінює колір на винно-червоний. Апотеції лекаринові, в центрі чи по краю талома, сидячі чи притиснуті, рясні. Ризоїди добре розвинуті.

## Поширення та середовище існування
Зростає на корі дерев та камінні.

## Галерея

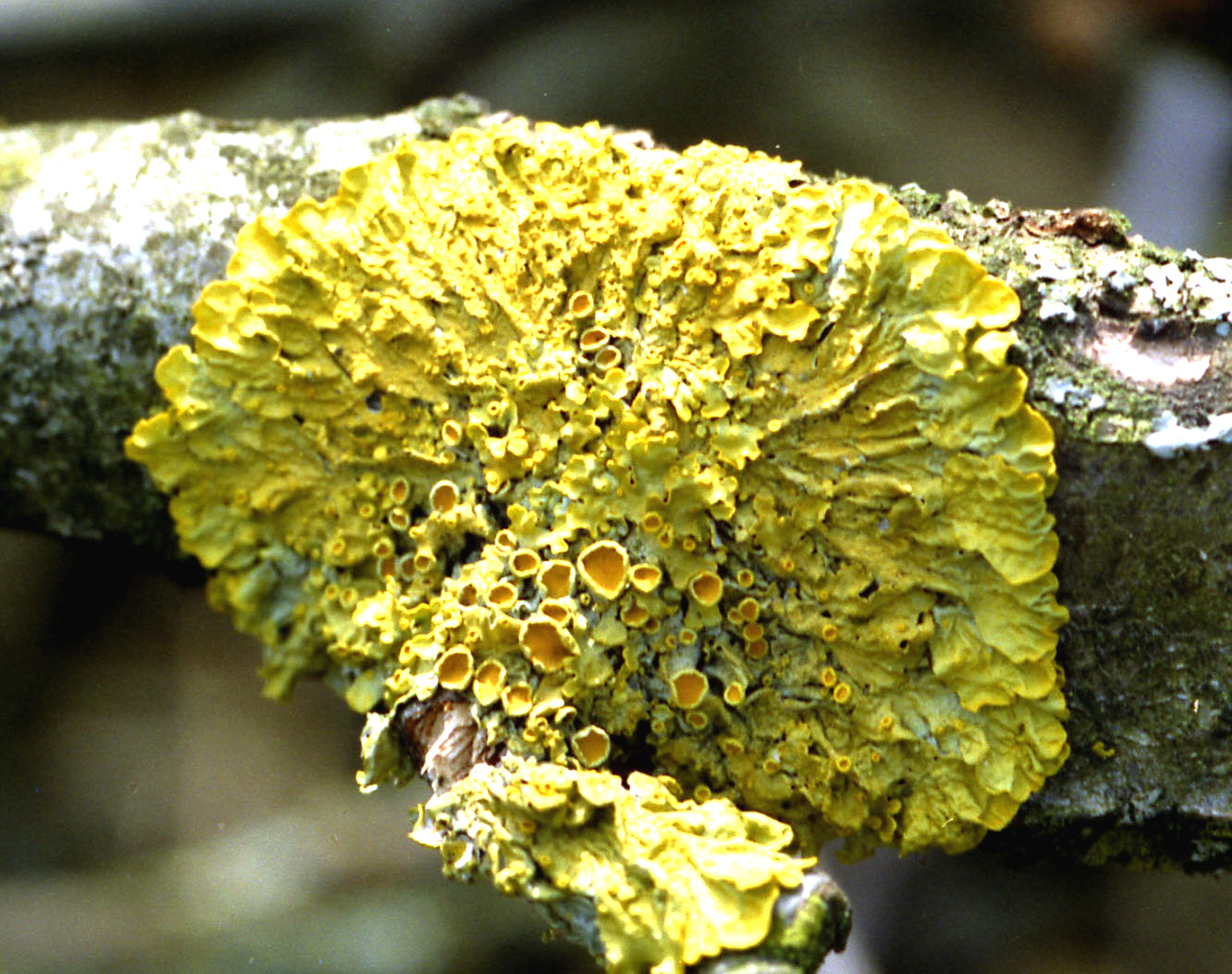
Xanthoria parietina
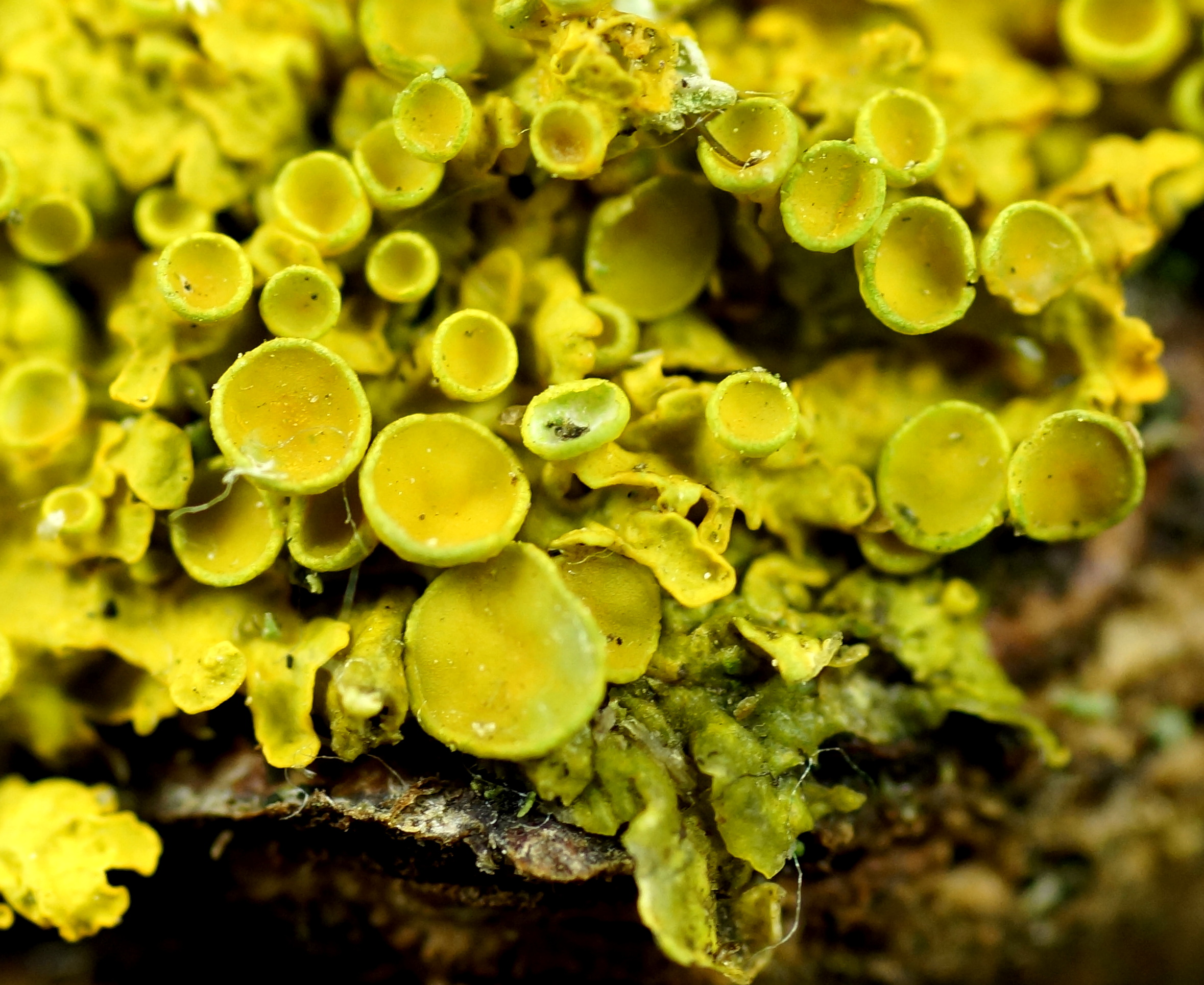
Апотеції Xanthoria parietina
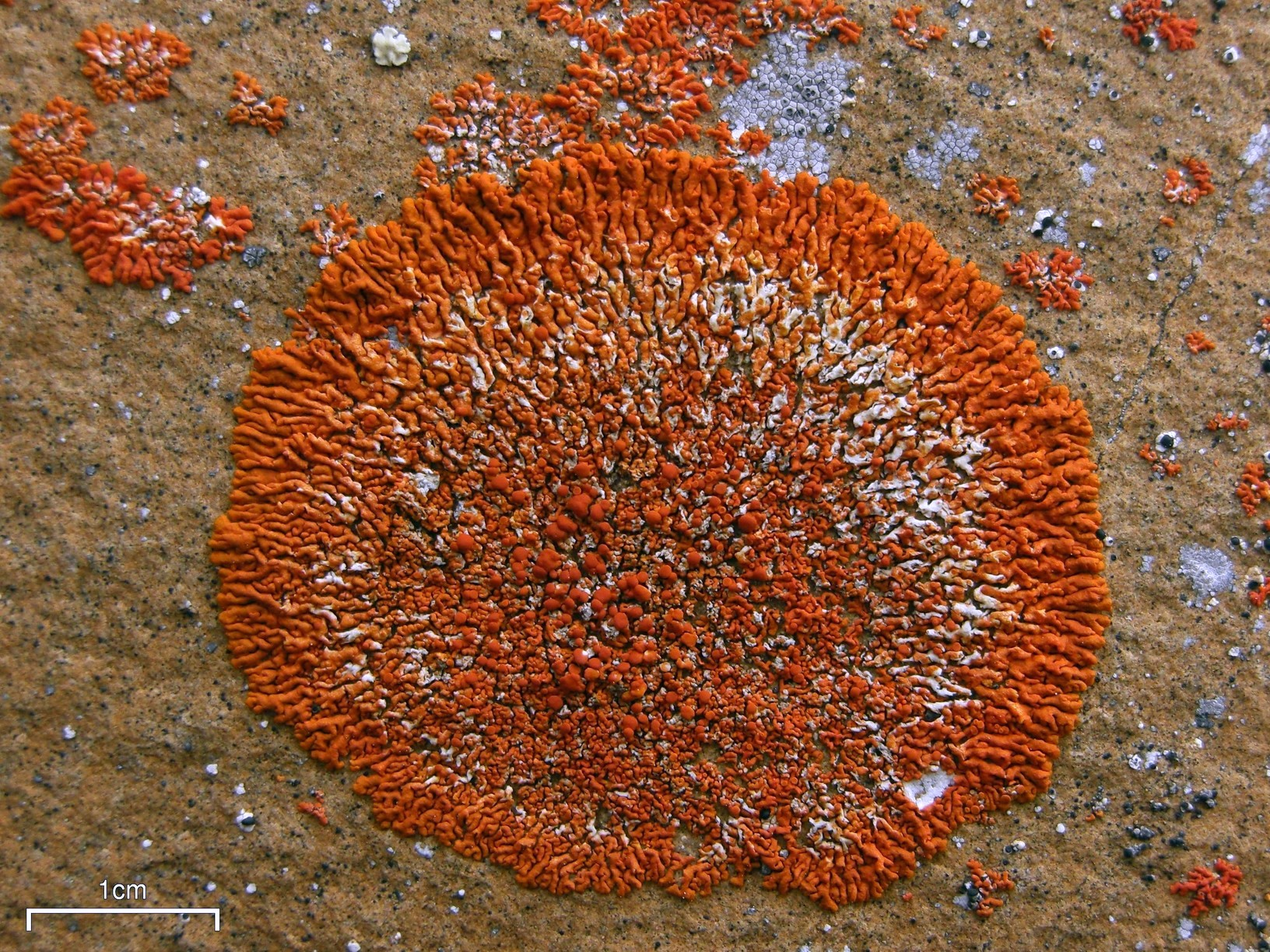
Xanthoria elegans
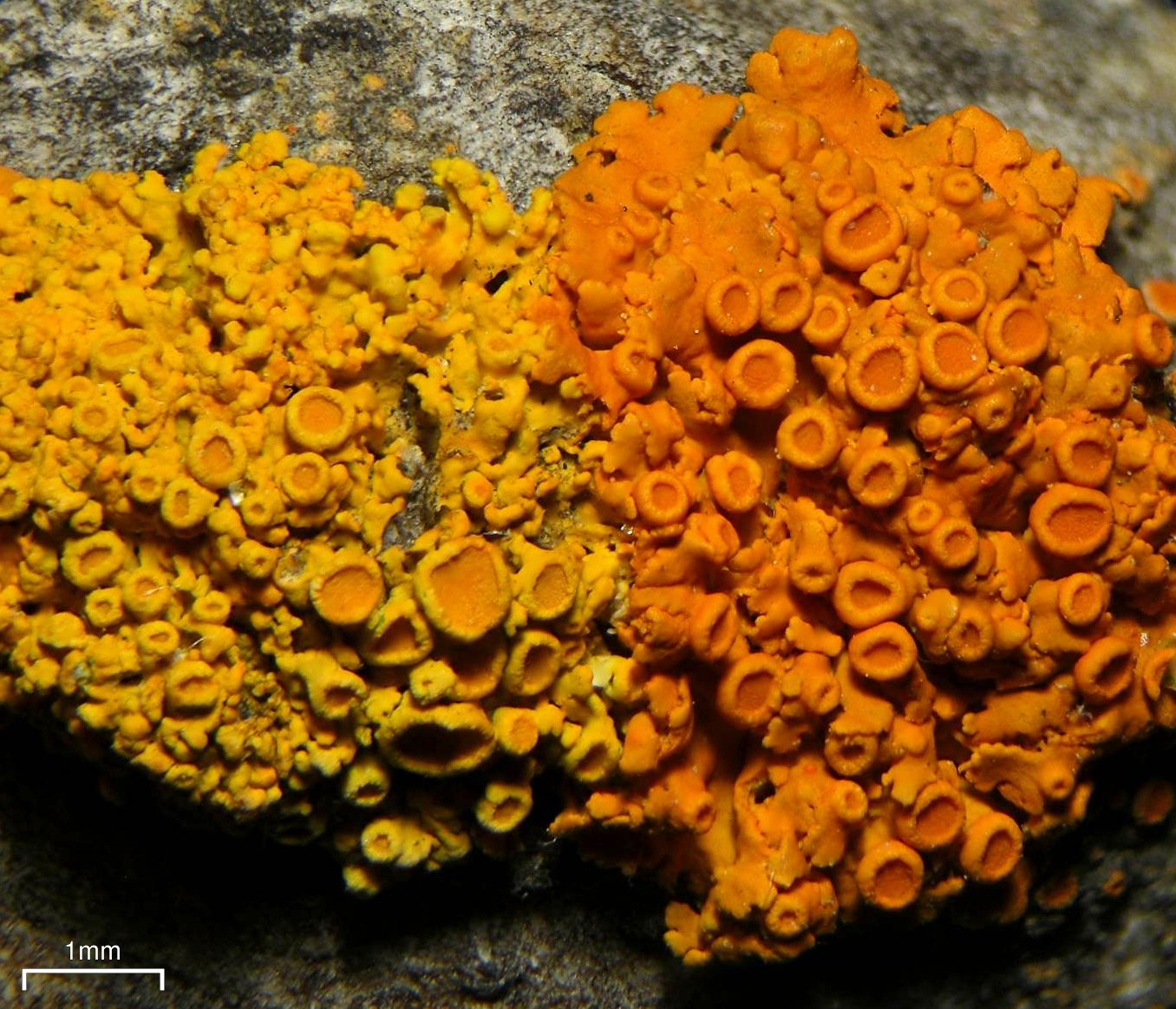
Xanthoria polycarpa і Xanthoria  montana
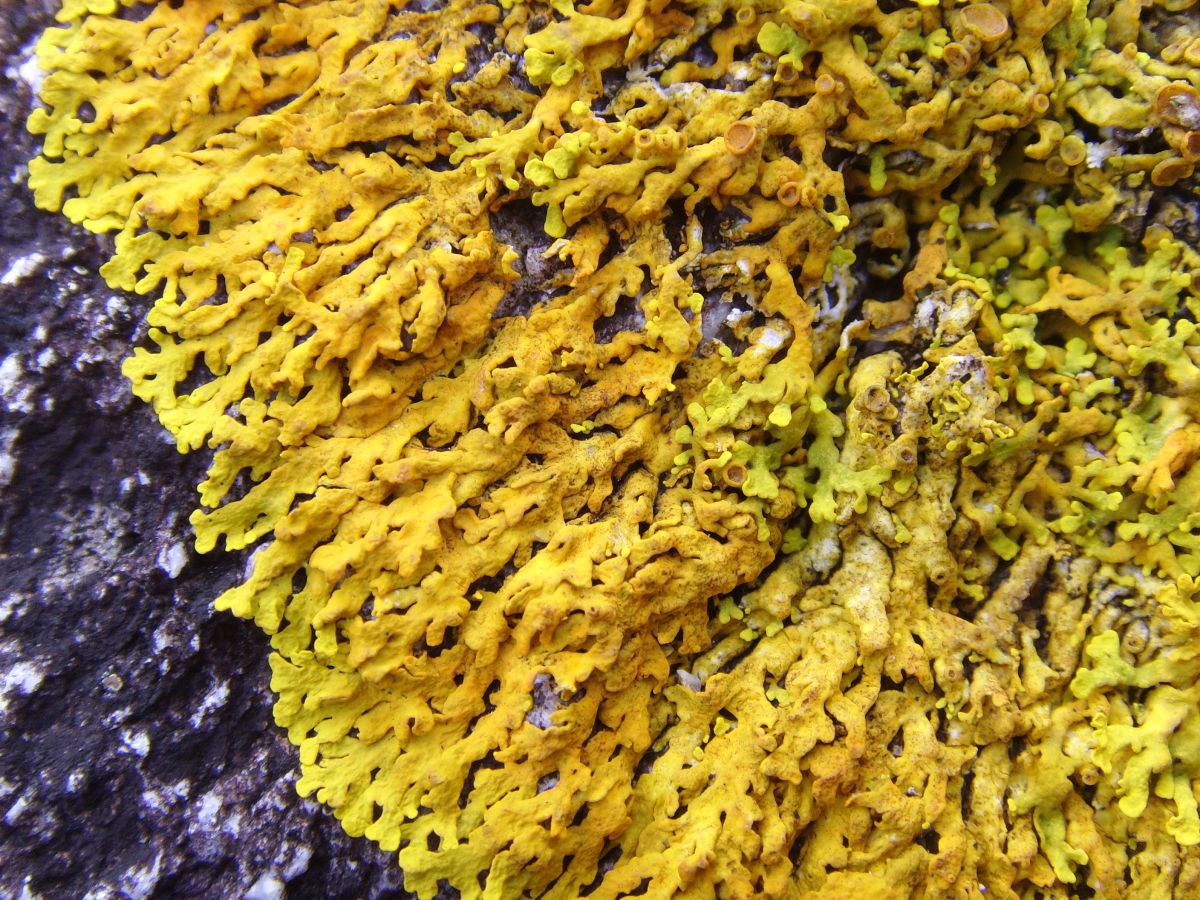
Xanthoria aureola

## Види
База даних Species Fungorum станом на 4.10.2019 налічує 12 видів:
- Xanthoria aureola
- Xanthoria calcicola
- Xanthoria coomae
- Xanthoria ectaneoides
- Xanthoria elegans
- Xanthoria juniperina
- Xanthoria lapalmaensis
- Xanthoria parietina
- Xanthoria polessica
- Xanthoria schummii
- Xanthoria splendidula
- Xanthoria ulophyllodes